# Masaaki Tanaka (Poolbillardspieler)
Masaaki Tanaka (jap. 田中 雅明, Tanaka Masaaki; * 25. Juni 1974, Präfektur Tokio) ist ein japanischer Poolbillardspieler.

## Karriere
2001 erreichte Masaaki Tanaka den 13. Platz bei den US Open und den 17. Platz beim Tokyo 9-Ball Event.
Bei den Japan Open wurde er 2005 Dritter. 2006 erreichte er beim dritten Turnier der Asian 9-Ball-Tour den fünften Platz, 2007 wurde er Fünfter bei den Japan Open. Nach dem 17. Platz 2008 erreichte er 2009 erneut den dritten Platz.
2010 unterlag Tanaka im Sechzehntelfinale der 8-Ball-WM dem späteren Weltmeister Karl Boyes. Bei der 9-Ball-WM 2010 schied er in der Runde der letzten 32 gegen Jason Klatt aus.
Bei den Japan Open 2013 unterlag Tanaka im Sechzehntelfinale seinem Landsmann Naoyuki Ōi.
Im Juni 2014 schied Tanaka bei der 9-Ball-WM in der Runde der letzten 64 gegen Hayato Hijikata aus. Bei den Japan Open 2014 verlor erneut das Sechzehntelfinale gegen Ōi. 2015 schied er in der Runde der letzten 64 aus.
Tanaka nahm bislang zweimal am World Cup of Pool teil.
2006 erreichte er gemeinsam mit Satoshi Kawabata das Achtelfinale, 2014 schied er mit Hayato Hijikata in der ersten Runde aus.
Mit der japanischen Nationalmannschaft nahm Tanaka zweimal an der Team-Weltmeisterschaft teil. Dort erreichte er 2010 das Achtelfinale und 2014 das Halbfinale.